# Outil convivial
 (août 2012).
 (septembre 2011).
Si vous disposez d'ouvrages ou d'articles de référence ou si vous connaissez des sites web de qualité traitant du thème abordé ici, merci de compléter l'article en donnant les références utiles à sa vérifiabilité et en les liant à la section « Notes et références ».
L'outil convivial est un concept introduit par Ivan Illich dans La Convivialité (en) (Tools for conviviality, 1973) « pour formuler une théorie sur une société future à la fois très moderne et non dominée par l'industrie ». Il nomme « conviviale » « une telle société dans laquelle les technologies modernes servent des individus politiquement interdépendants, et non des gestionnaires ». Il qualifie ces individus d'austères, dans le sens de Thomas d'Aquin, qui fait de l'austérité une composante d'une vertu qu'il nomme amitié ou joie. Les outils conviviaux sont alors les outils maniés (et non manipulés) par ces individus dans cette société.
Illich prend soin de signaler qu'en français « convivialité » a un sens particulier inventé par Brillat-Savarin, utilisable dans un contexte très précis, qui ne peut être confondu avec le contexte également précis où il l'emploie dans son essai.

## Convivialité
La « convivialité » au sens d'Ivan Illich est l'outil d'une réflexion critique sur une société d'où les citoyens sont absents.
La critique de la société industrielle exposée par Illich dans La convivialité en 1973 repose sur une analyse non marxiste et non anarchiste du capitalisme. Elle ne s'arrête ni sur l'exploitation de l'Homme par l'Homme ni sur la domination de l'Homme par l'État. La critique d'Illich dénonce la servitude que la société industrielle inflige à l'Homme. Par l'intermédiaire du concept de « contreproductivité de l'outil », Illich explique qu'à un certain moment du développement industriel d'une société, les institutions, mises en place par cette dernière, deviennent inefficaces. Ainsi, l'école uniformise, discrimine et exclut au lieu de former, la voiture immobilise au lieu de transporter, la médecine rend malade au lieu de soigner, l'énergie met en danger au lieu de contribuer au confort.

« J’entends par convivialité l’inverse de la productivité industrielle. Chacun de nous se définit par relation à autrui et au milieu et par la structure profonde des outils qu’il utilise. Ces outils peuvent se ranger en une série continue avec, aux deux extrêmes, l’outil dominant et l’outil convivial. »

### Autonomie et dimension de l'outil
Illich dénonce la démesure des « outils » dans les sociétés industrielles. L'énormité de ces derniers est telle qu'elle écrase l'individu qui perd ainsi son autonomie et sa dignité.
Ainsi, lorsqu'il prend l'exemple de l'école, Illich déconstruit la vulgate scolaire laudative. À force de monopoliser la mission d'éducation, l'école n'enseigne plus : elle juge les individus, elle exclut les non diplômés, elle uniformise les personnalités. De plus, le monopole de l'école comme source d'éducation lui permet de décider seule ce qui vaut la peine d'être enseigné ou non. Ainsi, ce sont des pans entiers de savoirs utiles qui sont laissés de côté (environnement, citoyenneté, savoirs traditionnels, etc.). Selon Illich, il faudrait arrêter de sacraliser l'école comme le font de nombreux progressistes contemporains et développer d'autres formes d'apprentissage : groupes d'enseignement en réseau, maisons d'éducation permanente, échanges entre individus, etc., dans la relation entre autonomie et hétéronomie.
En grand défenseur du principe d'autonomie (l'Homme doit rester libre de ses choix en toutes circonstances), Illich assène de violentes attaques à un autre « monopole radical » : la voiture. Il dénonce le fait que l'Homme soit à ce point dépendant d'un outil qu'il lui est pratiquement interdit de ne pas utiliser. Face à leur véhicule personnel, de nombreux citoyens sont ainsi passés du statut de maîtrise au statut de servitude. Illich milite pour un changement culturel du rapport Homme–voiture. Si l'on additionne tous les coûts inhérents à la possession d'une voiture (achat du véhicule, essence, garage, révisions, péages, entretien, assurances, stationnements, etc.) plus le temps passé à travailler pour pouvoir payer ces dépenses, on s'aperçoit d'un coût social plus élevé que celui de la marche ou du vélo, pour une efficacité (vitesse moyenne) moindre.

### Critères de convivialité
« Une politique conviviale s'attacherait d'abord à définir ce qu'il est impossible d'obtenir soi-même quand on bâtit sa maison. En conséquence, elle assumerait à chacun l'accès à un minimum d'espace, d'eau, d'éléments préfabriqués, d'outils conviviaux allant de la perceuse au monte-charge, et, probablement aussi, l'accès à un minimum de crédit ».
Illich définit trois critères indispensables pour qu'une instrumentation ou une institution soit considérée comme juste ou conviviale :
- elle ne doit pas dégrader l'autonomie personnelle en se rendant indispensable ;
- elle ne suscite ni esclave, ni maître ;
- elle élargit le rayon d'action personnel.

### Dogme de la croissance
Dans un dernier temps, Illich dénonce la croissance économique comme fin ultime des sociétés industrielles. D'après lui, après avoir atteint un certain niveau de développement économique, chaque société se met en danger à vouloir croître davantage. Il considère la croissance ininterrompue comme néfaste pour trois raisons :
- elle génère des coûts sociaux (exclusion et/ou chômage, précarité, aliénation) ;
- elle met en péril les conditions (matérielles et spirituelles) d'existence de l'Homme sur terre ;
- elle crée sans cesse des besoins nouveaux.

Il s'agit donc de substituer à la société industrielle dominée par des impératifs de croissance de la complexité technologique et du périmètre des services, une société conviviale dans laquelle sont fixés « des critères pour la conception de l'outillage - et des limites à sa croissance » garantissant les conditions d'une vie authentiquement humaine sur terre.

## Avoir ou être
Avoir des enfants ou être parents, telle est la question qui a toute l'importance dans l'art d'aimer et l'art de vivre chez Erich Fromm dans l'union-au-monde par une liberté constructive et créatrice (« freedom to ») ou une liberté destructrice (« freedom from »).
Comme la société où nous vivons est vouée à la propriété et au profit, nous n'apercevons que rarement des indices du mode être d'existence et la plupart des gens considèrent le mode avoir comme le plus naturel, sinon comme la seule façon acceptable de vivre. Tout cela fait qu'il est particulièrement difficile pour les individus de comprendre la nature du mode être et, même, de se rendre compte que le mode avoir n'est que l'une des orientations possibles. Ces deux concepts sont pourtant enracinés dans l'expérience humaine. Aucun des deux ne devrait être, ne peut être examiné d'une façon abstraite, purement cérébrale; les deux se reflètent dans notre vie quotidienne et doivent être traités concrètement. Quelques exemples très simples et très fondamentaux de la manifestation d'avoir et être dans la vie quotidienne nous aideront à comprendre les deux modes d'existence qui se proposent au choix de l'Homme.

### Apprendre
Dans le mode avoir d'existence, les étudiants assistent à un cours, entendent des mots, comprennent leur structure logique et leur signification et, de leur mieux, inscrivent les mots dans leur cahier, afin de pouvoir, plus tard, se remettre leurs notes en mémoire et passer leurs examens. Mais le contenu, la substance du cours ne s'intègrent pas à leur système personnel de pensée et, par conséquent, ne l'enrichissent ni ne l'élargissent. Au lieu de cela, ils transforment les mots qu'ils entendent en groupes déterminés de pensée ou de théories d'ensemble, qu'ils emmagasinent. L'étudiant et le contenu du cours restent étrangers l'un à l'autre, indépendamment du fait que chaque étudiant soit devenu le propriétaire d'une collection d'affirmations proférées par un tiers auteur ou transmetteur de ces informations.
Les étudiants du mode avoir n'ont qu'un but : s'accrocher à ce qu'ils ont « appris », soit en le confiant solidement à leur mémoire, soit en conservant précieusement leurs notes. Ils n'ont pas à produire ni à créer quelque chose de nouveau. En fait, les individus du type avoir se sentent plutôt gênés par des pensées ou des idées nouvelles relatives à un thème, parce que la nouveauté remet en question la somme déterminée d'informations qu'ils ont reçue. En effet, pour celui qui se relie essentiellement au monde selon le mode de l'avoir, les idées qui ne peuvent pas être facilement emmagasinées (ou consignées par écrit) ont quelque chose d'effrayant - comme tout ce qui évolue et change - et n'est donc pas contrôlable.
Le processus d'enseignement a une tout autre qualité pour les étudiants qui appartiennent au mode être de relation au monde. Pour commencer, ils ne se rendent pas au cours, même au premier, en tant que « table rase ». Ils ont auparavant réfléchi aux problèmes qu'abordera le cours et ont à l'esprit certaines questions, certains problèmes qui leur sont propres. Le thème les a préoccupés et les intéresse. Ils s'y sont préparés et s'y sont « engagés ».
Au lieu d'être des réceptacles passifs de mots et d'idées, ils prêtent l'oreille, ils « écoutent » et, ce qui est encore plus important, ils « reçoivent » et « réagissent » d'une façon active et productive. Ce qu'ils écoutent stimule leur propre processus de pensée. De nouvelles questions, de nouvelles idées, de nouvelles perspectives s'éveillent dans leur esprit. Leur écoute est un processus vivant. Ils écoutent avec intérêt ce que dit le professeur et s'éveillent spontanément à la vie par réaction à ce qu'ils entendent.
Ils ne se contentent pas d'acquérir des connaissances qu'ils peuvent apporter chez eux et apprendre par cœur. Chacun de ces étudiants a été « touché » et a « changé » : chacun (ou chacune) est différent de ce qu'il était avant le cours. Évidemment, ce mode d'enseignement ne peut réussir que si le cours présente un matériel stimulant. Un bavardage vide ne peut pas susciter une réaction conforme au mode « être », et, dans ce cas, les étudiants du mode “être” aiment mieux faire la sourde oreille afin de se concentrer sur le processus de leur propre pensée.
Le mot « intérêt », dans l'usage courant, est devenu une expression pâle, usée ; mais sa signification essentielle est contenue dans sa racine latine : inter-esse « être dans, parmi ». Cet intérêt, dans le sens actif, était exprimé en moyen anglais par le terme « to list » (s'efforcer activement, être sincèrement intéressé par) que l'on ne retrouve plus que sous sa forme négative « listless » (« indifférent », « distrait », « apathique »). La racine est la même que pour le « lust » freudien (« désir charnel »), mais dans le verbe « to list », il ne s'agit pas d'un désir dont on subit l'influence, mais d'un « désir », d'un intérêt libre et actif, ou d'un effort tendant vers quelque chose. « To list » est l'expression clé de l'auteur anonyme (milieu du XIVe siècle) de The Cloud of Unknowing (« Le nuage d'inconnaissance »). Le fait que la langue n'ait retenu le mot que sous sa forme négative est symptomatique du changement d'esprit de la société depuis le XIIIe siècle jusqu'à nos jours.

## Notion d'outil convivial
Le terme d'outil est utilisé ici dans un sens très large, c'est-à-dire tout instrument, objet ou institution mis au service d'une intentionnalité ou comme moyen d'une fin (tournevis, téléviseur, usine de cassoulet, autoroutes, langage, institution scolaire, permis de construire, lois, etc). Toute action humaine et relation sociale se fait donc par le biais d'outils. Illich montre toutefois que les outils ne sont pas neutres et modèlent les rapports sociaux entre les hommes ainsi que le rapport de l'homme au monde. Cette notion se comprendrait mieux dans la relation entre autonomie et hétéronomie et dans le « avoir ou être » d'Erich Fromm.
Illich distingue ainsi les outils selon leur degré de convivialité. L'outil convivial est maîtrisé par l'homme et lui permet de façonner le monde au gré de son intention, de son imagination et de sa créativité. C'est un outil qui rend autonome et qui rend « capable de se charger de sens en chargeant le monde de signes ». C'est donc un outil avec lequel travailler et non un outil qui travaille à la place de l'homme. À l'inverse l'outil non-convivial le domine et le façonne.
Un outil convivial doit donc selon lui répondre à trois exigences :
- il doit être générateur d'efficience sans dégrader l'autonomie personnelle;
- il ne doit susciter ni esclave ni maître;
- il doit élargir le rayon d'action personnelle.

Voici quelques exemples :
- les outils conviviaux : la bicyclette, le roulement à billes, les moteurs, le téléphone, la force hydraulique, la perceuse, le monte-charge, etc.
- les outils non-conviviaux : l'automobile (qui crée les distances et refaçonne les villes au détriment des piétons et cyclistes), l'école pour tous (qui produit des cancres et la ségrégation qui va avec), nos systèmes de santé (qui industrialisent naissance et mort, et qui engendrent faux espoirs, prolongation de la souffrance, solitude et dégradation du patrimoine génétique[Quoi ?]), le prêt à intérêt (qui créé l'idée du « manque » de temps), les normes de construction (qui privent les individus de construire leur propre maison), etc.

Il précise ainsi que la convivialité d'un outil est indépendante de son niveau technologique ou de son niveau de complexité (Illich cite le téléphone comme exemple). Un outil convivial peut de plus être dénaturé par son opérateur ou ses usagers (ex. téléphonie abusive qui nuit aux relations sociales, bibliothèques que l'on enferme dans des universités fermées au public, extraction dentaire que l'on réserve au monopole d'une profession, moteurs conçus pour empêcher l'individu de les réparer, etc.).
D'après lui, les outils deviennent non-conviviaux en franchissant certains seuils. Il distingue ainsi un premier seuil qui est franchi quand on prend le moyen pour une fin (par exemple quand une institution en arrive à fixer elle-même ses fins) et que la mesure statistique de l'efficacité devient le seul but (il donne l'exemple de la santé). Un second seuil est franchi quand l'outil industriel censé répondre à des besoins crée de nouveaux maux plus graves que les premiers (notion de désutilité marginale).

## Critique de la société industrielle
Selon Illich, « l'homme ne se nourrit pas seulement de biens et de services, mais de la liberté de façonner les objets qui l'entourent, de leur donner forme à son goût, de s'en servir avec et pour les autres ». Une société qui refoule cette convivialité devient selon lui sujette à un sentiment de manque, l'hypertrophie de la productivité ne pouvant parvenir à satisfaire les besoins créés.
Pour Illich, l'homme devient avec l'ère industrielle « l'accessoire de la méga-machine », « un rouage de la bureaucratie », « une matière première que travaille l'outil », les institutions dressant les individus en fonction des objectifs de production. Les produits non-conviviaux, ne pouvant être accessibles à tous, génèrent frustration des pauvres et insatisfaction des riches. L'industrialisation généralisée amène par ailleurs à une homogénéisation de tous, au déracinement culturel et à la standardisation des relations personnelles.
Il souligne de plus le paradoxe selon lequel, malgré le niveau atteint et jadis impensable d'habileté à s'outiller, il nous est plus que jamais difficile à imaginer une société simplement outillée et conviviale.

## Vers une société post-industrielle
Illich considère qu'une société conviviale serait « incomparablement plus efficace que toutes les sociétés rugueuses du passé, et incomparablement plus autonome que toutes les sociétés programmées du présent » et reconnaît qu'« une société où chacun saurait ce qui est assez serait peut-être une société pauvre, elle serait sûrement riche de surprises et libre ».
La transition vers une telle société post-industrielle exige selon lui un triple renoncement : à la surpopulation, à la surabondance et au surpouvoir. La conception des nouveaux outils nécessaires à une libération vis-à-vis des outils non-conviviaux qui nous entourent est, elle, conditionnée par un renversement complet des institutions qui régissent l'application des résultats tirés des sciences et des techniques.